# Chráněná krajinná oblast Štiavnické vrchy
Chráněná krajinná oblast Štiavnické vrchy je chráněná krajinná oblast na Slovensku. Nachází se na středním a západním Slovensku v oblasti Štiavnických vrchů. Zasahuje do okresů Banská Štiavnica, Krupina, Levice, Zvolen, Žarnovica a Žiar nad Hronom. Byla vyhlášena 22. září 1979 s rozlohou 776,3 km². Jejím cílem je ochrana širšího zázemí Banské Štiavnice.

## Maloplošná chráněná území
V chráněné krajinné oblasti se nachází následující maloplošná chráněná území:
Národní přírodní rezervace
- Kašivárová
- Sitno

Přírodní rezervace
- Bralce
- Gajdošovo
- Holík
- Holý vrch
- Kamenné more
- Kamenný jarok
- Kojatín
- Szabóova skala

Přírodní památky
- Kapitulské bralá
- Krupinské bralce
- Putikov vŕšok
- Sixova stráň
- Žakýlské pleso

Chráněné areály
- Arborétum Kysihýbeľ
- Banskoštiavnická botanická záhrada
- Michalštôlnianske rašelinisko